# Agapema platensis
Agapema platensis är en fjärilsart som beskrevs av Richard S. Peigler och William Converse Kendall 1993. Agapema platensis ingår i släktet Agapema och familjen påfågelsspinnare. Inga underarter finns listade i Catalogue of Life.